# Nat Lofthouse
Nathaniel „Nat“ Lofthouse, OBE (* 27. August 1925 in Bolton; † 15. Januar 2011 ebenda) war ein englischer Fußballspieler, der während seiner gesamten Karriere bei den Bolton Wanderers aktiv war und für diesen Verein auch später in verschiedenen Funktionen arbeitete.

## Sportlicher Werdegang
Lofthouse wurde im Jahr 1925 in Bolton, einer Stadt im Großraum Manchester, geboren. Er schloss sich im September 1939 den Bolton Wanderers an und kam im März 1941 beim 5:1-Sieg gegen den FC Bury zu seinem ersten Spiel für den Verein, wo er zwei Tore schoss. Es dauerte jedoch aufgrund des Zweiten Weltkriegs noch fünf Jahre bis Lofthouse zu seinem ersten Ligaeinsatz kam. Bei der 3:4-Niederlage gegen den FC Chelsea am 31. August 1946 schoss er dann erneut bei seinem Einstand zwei Tore. Lofthouse sollte für die englische Nationalmannschaft insgesamt 33 Länderspiele machen, wo er erst im Alter von 25 Jahren am 22. November 1950 in Highbury beim 2:2 gegen Jugoslawien debütierte und auch dort zweifach traf.
Lofthouse schoss beim 3:2-Sieg am 25. Mai 1952 gegen Österreich zwei Tore und erhielt daraufhin den Spitznamen „Löwe von Wien“. Im Anschluss erzielte Lofthouse am 24. September 1952 bei einem Spiel der Auswahl der Football League gegen das irische Pendant sechs Treffer.
Im Jahr 1953 wurde Lofthouse zu Englands Fußballer des Jahres gekürt. Am 2. Mai desselben Jahres schoss Lofthouse erneut ein Tor, verlor jedoch mit Bolton das berühmte FA-Cup-Endspiel (das sogenannte „Matthews-Finale“), wobei er in jeder Runde zuvor ebenfalls getroffen hatte. Er war zudem mit 30 Treffern Torschützenkönig der First Division und stellte am 20. Mai 1956 beim 5:1-Sieg gegen Finnland in Helsinki mit seinem 29. Länderspieltor den 45 Jahre alten Rekord von Vivian Woodward ein. Mit seinem letzten Tor zum 5:0 gegen die Sowjetunion am 22. Oktober 1958 überholte er ihn und wurde zusammen mit Tom Finney, der schon zwei Wochen zuvor Woodwards und Lofthouse’ Marke überboten hatte, Rekordtorschütze mit 30 Toren. Beide wurden 1963 von Bobby Charlton überholt. Fünf Jahre nach dem Matthews-Finale führte Lofthouse die Bolton Wanderers am 3. Mai 1958 als Mannschaftskapitän zum Finalsieg gegen Manchester United und schoss dabei erneut zwei Tore, wobei sein zweites Tor kontrovers diskutiert wurde, da er beim Zweikampf den gegnerischen Torwart Harry Gregg mit dem Ball ins Tor schob. Lofthouse gab nach der Begegnung das Foulspiel zu, jedoch wurde der Treffer vom Schiedsrichter als regelgerecht bewertet.
Am 26. November desselben Jahres absolvierte Lofthouse gegen Wales im Alter von 33 Jahren sein letztes Länderspiel und trat offiziell im Januar 1960 aufgrund einer Knöchelverletzung zurück. Sein letztes Vereinsspiel bestritt Lofthouse am 17. Dezember 1960, wo er sich gegen Birmingham City eine schwerwiegende Knieverletzung zuzog.

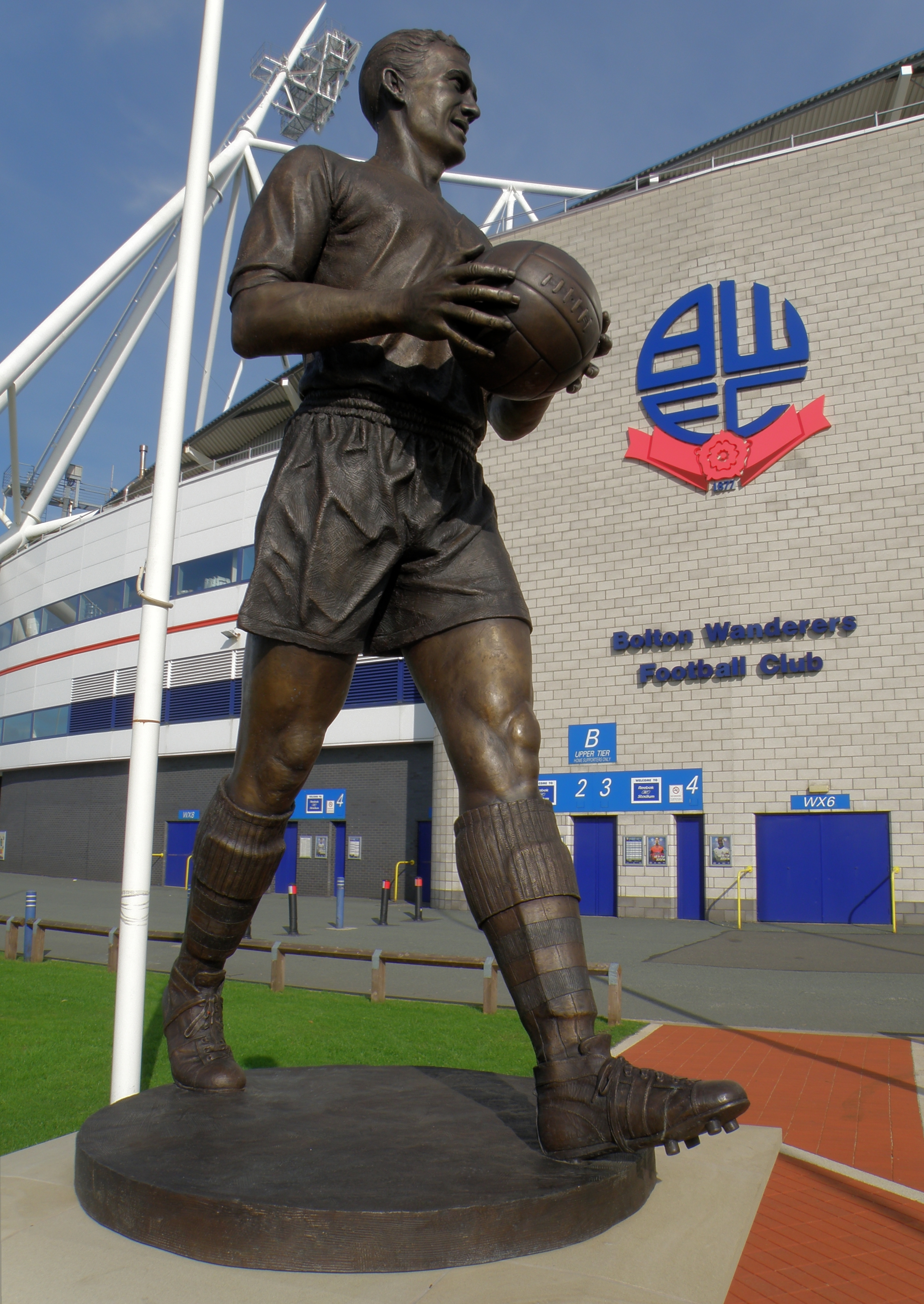
Statue vor dem Stadion der Bolton Wanderers

Nach seiner aktiven Karriere arbeitete Lofthouse ab Juli 1961 zunächst im erweiterten Trainerstab im Burnden Park und wurde dann 1967 Kotrainer in Bolton. Im Jahr 1968 übernahm er die Traineraufgabe erst nur vorübergehend und wurde dann am 18. Dezember desselben Jahres bis 1970 zur Dauerlösung. Bevor er sich dann als Talentsucher für seinen Klub betätigte, arbeitete er im Verwaltungsbereich. Im Jahr 1978 engagierte sich Lofthouse dann im Vorstand des Vereins, bevor er dann 1985, im Alter von 60 Jahren, erneut für kurze Zeit als Interimstrainer fungierte. Im Jahr 1986 wurde Lofthouse Präsident der Bolton Wanderers.
Lofthouse wurden nach seinem Rücktritt als Fußballer viele Ehrungen zuteil. Am 2. Dezember 1989 wurde er zum Ehrenbürger von Bolton ernannt und es folgte am 1. Januar 1994 der Order of the British Empire als OBE. Drei Jahre später beschloss sein Verein, die Osttribüne nach ihm zu benennen. Im Jahr 2002 wurde Lofthouse dann als einer der ersten Fußballspieler in die englische Hall of Fame aufgenommen.
In jüngster Zeit, anlässlich seines 80. Geburtstags, fand eine Feier im Reebok Stadium statt. Zudem wurde eine Initiative von Gordon Taylor, Präsident der Profifußballer-Vereinigung Professional Footballers' Association, unterstützt, die zum Ziel hatte, Lofthouse zum Ritter zu schlagen. Er starb am 15. Januar 2011 im Alter von 85 Jahren in einem Pflegeheim in seiner Heimatstadt.

## Erfolge
- Englischer Pokal: 1958
- Englands Fußballer des Jahres: 1953